# De Krijgsman (molen)
De Krijgsman is een stellingmolen in Oosterblokker.

## Geschiedenis
Voordat De Krijgsman werd gebouwd, stond er op deze plaats een andere molen tot 1862. Deze werd tijdens een storm verwoest. Hierna werd er een nieuwe molen gebouwd, die in 1896 verbrandde als gevolg van blikseminslag.
In 1925 werd de huidige molen buiten werking gesteld tot 1934. Tot 1950 maakte de molen gebruik van een elektromotor.
In 1997 werd de molen gekocht door Stichting Molen De Krijgsman.